# Verbesinor
Verbesinor (Verbesina) är ett släkte av korgblommiga växter. Verbesinor ingår i familjen korgblommiga växter.

## Dottertaxa till Verbesinor, i alfabetisk ordning[1]
- Verbesina abscondita
- Verbesina acapulcensis
- Verbesina agricolarum
- Verbesina albissima
- Verbesina alcabrerae
- Verbesina aligera
- Verbesina alternifolia
- Verbesina altipetens
- Verbesina ampliatifolia
- Verbesina ancashensis
- Verbesina angulata
- Verbesina angusta
- Verbesina angustissima
- Verbesina apiculata
- Verbesina apleura
- Verbesina aramberrana
- Verbesina arborea
- Verbesina arborescens
- Verbesina aristata
- Verbesina arthurii
- Verbesina aspera
- Verbesina auriculata
- Verbesina auriculigera
- Verbesina aurita
- Verbesina aypatensis
- Verbesina baccharidea
- Verbesina baccharifolia
- Verbesina barragana
- Verbesina baruensis
- Verbesina benderi
- Verbesina bipinnatifida
- Verbesina biserrata
- Verbesina bolanosana
- Verbesina boliviana
- Verbesina breedlovei
- Verbesina brevilingua
- Verbesina brunnea
- Verbesina calciphila
- Verbesina caleaefolia
- Verbesina callacatensis
- Verbesina callilepis
- Verbesina calzadae
- Verbesina camomilloides
- Verbesina capituliparva
- Verbesina caymanensis
- Verbesina centroboyacana
- Verbesina chachapoyensis
- Verbesina chapmanii
- Verbesina chiapensis
- Verbesina chihuahuensis
- Verbesina chilapana
- Verbesina cinerascens
- Verbesina cinerea
- Verbesina citrina
- Verbesina clarkiae
- Verbesina claussenii
- Verbesina coahuilensis
- Verbesina cocuyensis
- Verbesina columbiana
- Verbesina coreopsis
- Verbesina corral-diazii
- Verbesina costaricensis
- Verbesina coulteri
- Verbesina crassicaulis
- Verbesina crassicephala
- Verbesina crassipes
- Verbesina crassiramea
- Verbesina crocata
- Verbesina cronquistii
- Verbesina cuautlensis
- Verbesina culminicola
- Verbesina cumingii
- Verbesina curatella
- Verbesina cymbipalea
- Verbesina daviesiae
- Verbesina densifolia
- Verbesina dentata
- Verbesina discoidea
- Verbesina dissita
- Verbesina diversifolia
- Verbesina domingensis
- Verbesina durangensis
- Verbesina elegans
- Verbesina encelioides
- Verbesina eperetma
- Verbesina erosa
- Verbesina fastigiata
- Verbesina fayi
- Verbesina felgeri
- Verbesina flavovirens
- Verbesina floribunda
- Verbesina fragrans
- Verbesina fraseri
- Verbesina furfuracea
- Verbesina fuscasiccans
- Verbesina fusiformis
- Verbesina gentryi
- Verbesina gigantea
- Verbesina glabrata
- Verbesina glaucophylla
- Verbesina gracilipes
- Verbesina grayii
- Verbesina greenmanii
- Verbesina guadeloupensis
- Verbesina guaranitica
- Verbesina guatemalensis
- Verbesina guerreroana
- Verbesina guianensis
- Verbesina hastata
- Verbesina hastifolia
- Verbesina helianthoides
- Verbesina heterocarpa
- Verbesina heterophylla
- Verbesina hidalgoana
- Verbesina hintoniorum
- Verbesina hispida
- Verbesina holwayi
- Verbesina howardiana
- Verbesina huancabambae
- Verbesina humboldtii
- Verbesina hygrophila
- Verbesina hypargyrea
- Verbesina hypoglauca
- Verbesina hypomalaca
- Verbesina hypsela
- Verbesina intermissa
- Verbesina jacksonii
- Verbesina juxtlahuacensis
- Verbesina karsticola
- Verbesina killipii
- Verbesina kimii
- Verbesina klattii
- Verbesina laevifolia
- Verbesina lanata
- Verbesina langfordae
- Verbesina langlassei
- Verbesina lapazii
- Verbesina latisquama
- Verbesina lehmannii
- Verbesina leivae
- Verbesina leprosa
- Verbesina leptochaeta
- Verbesina leucactinota
- Verbesina liebmannii
- Verbesina ligulata
- Verbesina lilloi
- Verbesina linearis
- Verbesina litoralis
- Verbesina lloensis
- Verbesina longifolia
- Verbesina longipes
- Verbesina lottiana
- Verbesina luetzelburgii
- Verbesina lundellii
- Verbesina macdonaldii
- Verbesina machucana
- Verbesina macrophylla
- Verbesina macvaughii
- Verbesina madrensis
- Verbesina maldonadoensis
- Verbesina mandonii
- Verbesina mexiae
- Verbesina mexicana
- Verbesina miahuatlana
- Verbesina mickelii
- Verbesina microcarpa
- Verbesina microcephala
- Verbesina microptera
- Verbesina minarum
- Verbesina minuticeps
- Verbesina mixtecana
- Verbesina mollis
- Verbesina monactioides
- Verbesina montanoifolia
- Verbesina montevidensis
- Verbesina myriocephala
- Verbesina nana
- Verbesina nayaritensis
- Verbesina nelsonii
- Verbesina neotenoriensis
- Verbesina neriifolia
- Verbesina nervosa
- Verbesina nudipes
- Verbesina oaxacana
- Verbesina occidentalis
- Verbesina oerstediana
- Verbesina oligactis
- Verbesina oligantha
- Verbesina oligocephala
- Verbesina olivacea
- Verbesina olsenii
- Verbesina oncophora
- Verbesina oppositifolia
- Verbesina oreophila
- Verbesina oreopola
- Verbesina ortegae
- Verbesina otuzcensis
- Verbesina ovata
- Verbesina ovatifolia
- Verbesina oxylepis
- Verbesina pallens
- Verbesina palmeri
- Verbesina paneroi
- Verbesina paniculata
- Verbesina pantoptera
- Verbesina papasquiara
- Verbesina parrasana
- Verbesina parviflora
- Verbesina pauciflora
- Verbesina pauciramea
- Verbesina pedunculosa
- Verbesina pellucida
- Verbesina peninsularis
- Verbesina pennellii
- Verbesina perfoliata
- Verbesina perlanata
- Verbesina persicifolia
- Verbesina perymenioides
- Verbesina petrobioides
- Verbesina petrophila
- Verbesina petzalensis
- Verbesina pflanzii
- Verbesina pichinchensis
- Verbesina pietatis
- Verbesina pilosa
- Verbesina pinnatifida
- Verbesina planitiei
- Verbesina platanarana
- Verbesina platyptera
- Verbesina pleistocephala
- Verbesina polyanthes
- Verbesina portlandiana
- Verbesina potosina
- Verbesina propinqua
- Verbesina pseudoclaussenii
- Verbesina pseudovirgata
- Verbesina pterocarpha
- Verbesina pterocaula
- Verbesina pterophora
- Verbesina punctata
- Verbesina purpusii
- Verbesina quetamensis
- Verbesina resinosa
- Verbesina reyesii
- Verbesina rhomboidea
- Verbesina ricacosta
- Verbesina richardsonii
- Verbesina rivetii
- Verbesina robinsonii
- Verbesina rosei
- Verbesina rugosa
- Verbesina rumicifolia
- Verbesina rupestris
- Verbesina saltensis
- Verbesina salvadorensis
- Verbesina santanderensis
- Verbesina sararensis
- Verbesina saubinetia
- Verbesina scabrida
- Verbesina scabriuscula
- Verbesina schaffneri
- Verbesina scotiodonta
- Verbesina seatonii
- Verbesina semidecurrens
- Verbesina sericea
- Verbesina serrata
- Verbesina sinaloensis
- Verbesina sodiroi
- Verbesina soratae
- Verbesina sordescens
- Verbesina sororia
- Verbesina sousae
- Verbesina sphaerocephala
- Verbesina standleyi
- Verbesina stenophylla
- Verbesina stricta
- Verbesina strotheri
- Verbesina subcordata
- Verbesina subdiscoidea
- Verbesina sublobata
- Verbesina suncho
- Verbesina synethes
- Verbesina synotis
- Verbesina tamaulipana
- Verbesina tapantiana
- Verbesina tatei
- Verbesina tecolotlana
- Verbesina teotepecana
- Verbesina tequendamensis
- Verbesina tequilana
- Verbesina tetraptera
- Verbesina torresii
- Verbesina tostimontis
- Verbesina trichantha
- Verbesina trilobata
- Verbesina turbacensis
- Verbesina vallartana
- Verbesina walteri
- Verbesina vicina
- Verbesina villaregalis
- Verbesina villasenorii
- Verbesina virgata
- Verbesina virginica
- Verbesina wrightii
- Verbesina xicoana
- Verbesina zaragosana